# 龙阳街道 (武汉市)
龙阳街道是中华人民共和国湖北省武汉市汉阳区下辖的一个街道办事处。
2016年5月16日，武汉市民政局批复同意在汉阳经济开发区区域设立龙阳街道办事处，东以龙阳大道、墨水湖、芳草路与琴断口街道及四新街道毗邻，南与武汉经济技术开发区（托管蔡甸区部分）接壤，西与永丰街道接壤，北以隆兴东街、龙阳三路、龙阳湖与琴断口街道、永丰街道毗邻。面积8.8平方公里，人口5.87万人。辖汉阳经济开发区现有的南国明珠、陶园、陶家岭、汉城、汤山、龙阳新村、龙阳湖和龙湖东岸8个社区。街道办事处驻地为龙阳大道特8号。

## 行政区划
龙阳街道下辖以下村级行政区划单位：
陶家岭社区、陶园社区、龙阳新村社区、汉城社区、南国明珠社区、汤山社区、龙湖东岸社区和龙阳湖社区。